# Estádio Olímpico de Tóquio (1964)
O Estádio Olímpico de Tóquio (japonês: 国立霞ヶ丘陸上競技場, Hepburn: Kokuritsu Kasumigaoka Rikujō Kyogijō, também conhecido como Estádio Nacional de Tóquio) foi um estádio localizado em Tóquio, Japão, onde foi realizado os Jogos Olímpicos de Verão de 1964.
Inaugurado em 1958, sediou os Jogos Asiáticos daquele ano, o Campeonato Mundial de Atletismo de 1991, a Copa Intercontinental (disputa entre o vencedor da Liga dos Campeões da UEFA e da Copa Libertadores da América) de 1980 até 2001, as finais da J-League até 1998 e sediou a primeira final, em jogo único da Liga dos Campeões da Ásia, em 2009. Além das finais da Copa do Imperador e Copa da Liga Japonesa.
Foi confirmado em fevereiro de 2012 que o estádio seria demolido e reconstruído, e recebido £1 bilhão para a reforma. Foi demolido em 2015, e as obras do novo estádio se iniciaram oficialmente em 2016.